# Cranichis
Cranichis é um género botânico pertencente à família das orquídeas (Orchidaceae).
O gênero foi proposto por Swartz em Nova Genera et Species Plantarum seu Prodromus 8, 120, em 1788. Seu lectótipo é a Cranichis muscosa Sw., designado em 1939, por Acuña em Bot. Tec. Cuba, 60, 48. O nome do gênero vem do grego kranos, elmo, em alusão à formato do labelo de suas flores.
Cerca de 53 espécies terrestres compõem este gênero. Ocorrem em todos os países da América Latina e em todos os estados brasileiros, onde existem cinco espécies registradas. Vivem nas matas secundárias e bosques ralos, nos quais aparecem sobre detritos vegetais.
Apresentam folhas pecioladas basilares, pouco numerosas, formando uma roseta, e longa inflorescência apical delgada com muitas flores pequenas, brancas, algumas vezes com riscos ou pintas verdes e labelo fortemente curvado formando uma concha. As sépalas e pétalas são livres.

## Espécies
1. Cranichis acuminatissima Ames & C.Schweinf., Schedul. Orchid. 10: 12 (1930).
2. Cranichis amplectens Dod, Moscosoa 4: 179 (1986).
3. Cranichis antioquiensis Schltr., Repert. Spec. Nov. Regni Veg. Beih. 7: 57 (1920).
4. Cranichis apiculata Lindl. in G.Bentham, Pl. Hartw.: 92 (1842).
5. Cranichis brachyblephara Schltr., Repert. Spec. Nov. Regni Veg. Beih. 7: 58 (1920).
6. Cranichis callifera Garay, Opera Bot., B 9(225: 1): 191 (1978).
7. Cranichis calva (Kraenzl.) Schltr., Repert. Spec. Nov. Regni Veg. Beih. 9: 128 (1921).
8. Cranichis candida (Barb.Rodr.) Cogn. in C.F.P.von Martius & auct. suc. (eds.), Fl. Bras. 3(6): 248 (1895).
9. Cranichis castellanosii L.O.Williams, Lilloa 3: 476 (1938).
10. Cranichis ciliata Kunth, Syn. Pl. 1: 324 (1822).
11. Cranichis ciliilabia C.Schweinf., Bot. Mus. Leafl. 14: 49 (1949).
12. Cranichis cochleata Dressler, Bol. Inst. Bot. (Guadalajara) 5: 70 (1998).
13. Cranichis crumenifera Garay, Caldasia 8: 518 (1962).
14. Cranichis diphylla Sw., Prodr.: 120 (1788).
15. Cranichis elliptica Schltr., Repert. Spec. Nov. Regni Veg. Beih. 8: 43 (1921).
16. Cranichis engelii Rchb.f., Linnaea 41: 19 (1876).
17. Cranichis fendleri Schltr., Repert. Spec. Nov. Regni Veg. Beih. 6: 30 (1919).
18. Cranichis foliosa Lindl., Gen. Sp. Orchid. Pl.: 451 (1840).
19. Cranichis galatea Dod, Moscosoa 4: 181 (1986).
20. Cranichis garayana Dodson & R.Vásquez, Icon. Pl. Trop., II, 3: t. 210 (1989).
21. Cranichis gibbosa Lindl., Ann. Mag. Nat. Hist. 15: 385 (1845).
22. Cranichis glabricaulis Hoehne, Relat. Commiss. Linhas Telegr. Estratég. Matto Grosso Amazonas: t. 32 (1910).
23. Cranichis glandulosa A.Rich. & Galeotti, Ann. Sci. Nat., Bot., III, 3: 30 (1845).
24. Cranichis gracilis L.O.Williams, Ceiba 1: 185 (1950).
25. Cranichis hassleri Cogn., Repert. Spec. Nov. Regni Veg. 7: 69 (1909).
26. Cranichis hieroglyphica Ames & Correll, Bot. Mus. Leafl. 10: 61 (1942).
27. Cranichis lankesteri Ames, Schedul. Orchid. 4: 5 (1923).
28. Cranichis lehmanniana (Kraenzl.) L.O.Williams, Lilloa 3: 477 (1938).
29. Cranichis lehmannii Rchb.f., Otia Bot. Hamburg.: 4 (1878).
30. Cranichis lichenophila D.Weber, Bull. Soc. Neuchâteloise Sci. Nat. 96: 18 (1973).
31. Cranichis longipetiolata C.Schweinf., Amer. Orchid Soc. Bull. 21: 268 (1952).
32. Cranichis macroblepharis Rchb.f., Otia Bot. Hamburg.: 4 (1878).
33. Cranichis muscosa Sw., Prodr.: 120 (1788).
34. Cranichis notata Dressler, Bol. Inst. Bot. (Guadalajara) 5: 73 (1998).
35. Cranichis nudilabia Pabst, Arq. Bot. Estado São Paulo, n.s., f.m., 3: 121 (1955).
36. Cranichis ovata Wickstr., Kongl. Vetensk. Acad. Handl. 1827: 73 (1827).
37. Cranichis parvula Renz, Candollea 11: 259 (1948).
38. Cranichis picta Rchb.f., Linnaea 41: 52 (1876).
39. Cranichis polyantha Schltr., Repert. Spec. Nov. Regni Veg. Beih. 7: 61 (1920).
40. Cranichis pulvinifera Garay, Opera Bot., B 9(225: 1): 204 (1978).
41. Cranichis reticulata Rchb.f., Beitr. Orchid.-K. C. Amer.: 62 (1866).
42. Cranichis revoluta Hamer & Garay, Icon. Pl. Trop. 7: t. 641 (1982).
43. Cranichis ricartii Ackerman, Lindleyana 4: 43 (1989).
44. Cranichis saccata Ames, Schedul. Orchid. 4: 6 (1923).
45. Cranichis scripta Kraenzl., Ann. K.K. Naturhist. Mus. Wien 27: 110 (1913).
46. Cranichis sparrei Garay, Opera Bot., B 9(225: 1): 206 (1978).
47. Cranichis subumbellata A.Rich. & Galeotti, Ann. Sci. Nat., Bot., III, 3: 30 (1845).
48. Cranichis sylvatica A.Rich. & Galeotti, Ann. Sci. Nat., Bot., III, 3: 30 (1845).
49. Cranichis talamancana Dressler, Bol. Inst. Bot. (Guadalajara) 5: 75 (1998).
50. Cranichis tenuis Rchb.f., Flora 48: 274 (1865).
51. Cranichis turkeliae Christenson, Richardiana 4: 135 (2004).
52. Cranichis wageneri Rchb.f., Linnaea 41: 19 (1876).
53. Cranichis werffii Garay, Opera Bot., B 9(225: 1): 207 (1978).